# Szklerenchima

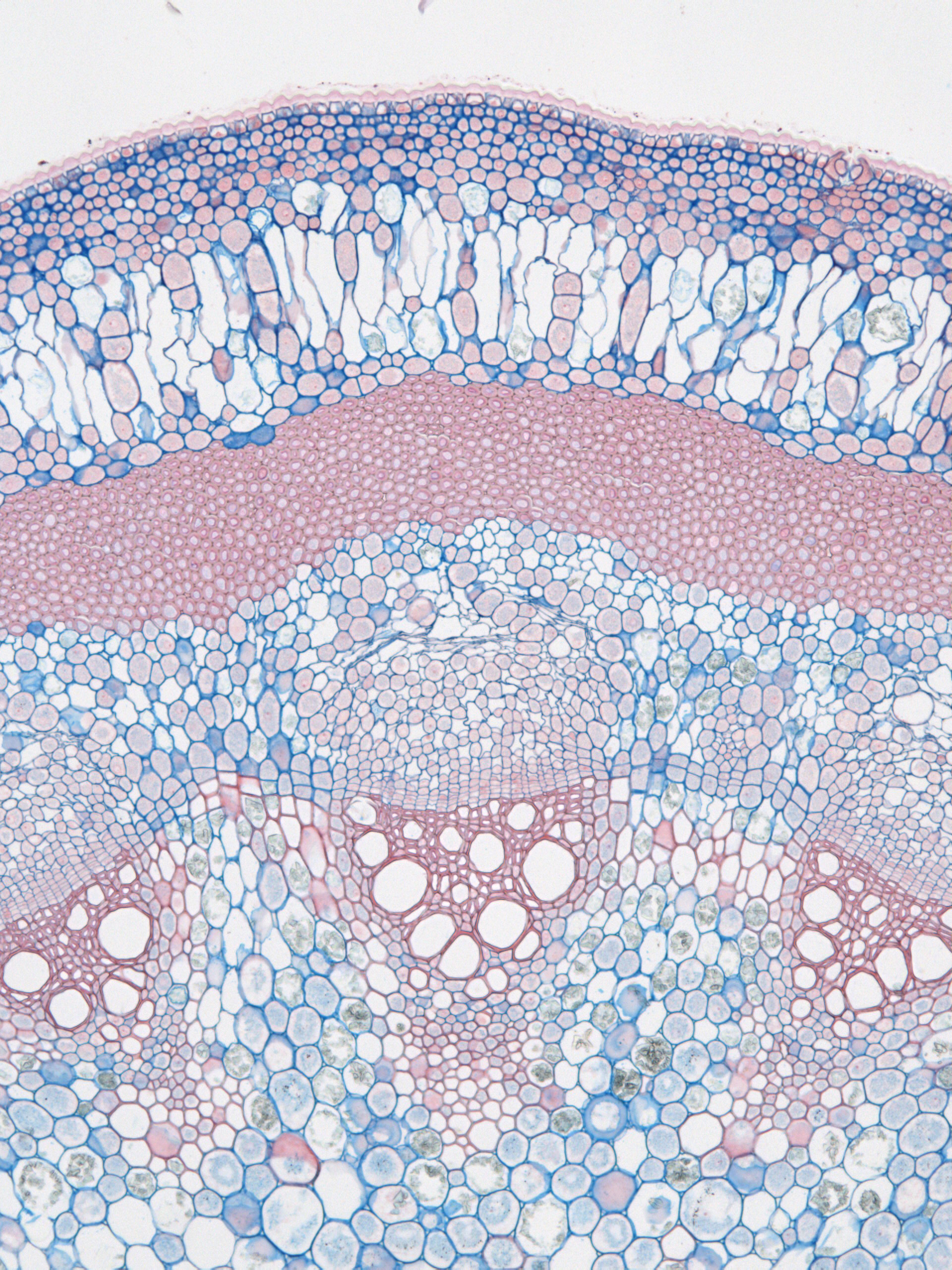
Pipavirágú farkasalma (Aristolochia macrophylla) festett hajtásmetszete. Az egyes szövettípusok német nevének megjelenítéséhez a „További részletek” funkcióban vigyük az egeret a kijelölt sárga téglalapok fölé!

A szklerenchima a növények erősen megvastagodott falú, szűk sejtüregű, protoplazmáját elveszített, élő anyagot nem tartalmazó sejtje vagy szövete. Támasztószövet, fő szerepe a növény szilárdítása.
Az osztódó szövetekből (merisztéma) fejlődik ki.